# Somewhere Under Wonderland
Somewhere Under Wonderland è il settimo album discografico in studio del gruppo musicale statunitense Counting Crows, pubblicato nel 2014.

## Il disco
Il disco è stato registrato a Berkeley (California) e mixato a New York. È stato diffuso nei formati CD, vinile e digitale dalla Capitol Records. Si tratta del primo album di materiale originale della band dal 2008 ed il primo disco uscito per la Capitol, dopo che il gruppo ha lasciato la Geffen Records nel 2009. Il singolo Palisades Park è stato diffuso nel luglio 2014.

## Tracce
1. Palisades Park – 8:21 (Adam Duritz)
2. Earthquake Driver – 3:31 (Duritz, David Immerglück)
3. Dislocation – 4:55 (Duritz, Immerglück, Millard Powers, Dan Vickrey)
4. God of Ocean Tides – 3:12 (Duritz, Powers, and Vickrey)
5. Scarecrow – 4:47 (Duritz, Immerglück, Powers, and Vickrey)
6. Elvis Went to Hollywood – 3:56 (Duritz and Immerglück)
7. Cover Up the Sun – 3:46 (Duritz, Immerglück, Powers, and Vickrey)
8. John Appleseed's Lament – 4:43 (Duritz, Immerglück, Powers, and Vickrey)
9. Possibility Days – 4:12 (Duritz)

## Formazione
Counting Crows
- Jim Bogios – batteria, percussioni, cori
- David Bryson – chitarra, cori
- Adam Duritz – voce principale, piano, cori
- Charlie Gillingham – tastiere, piano, organo, mellotron, cori
- David Immerglück – chitarra, pedal steel guitar, mandolino, cori
- Millard Powers – basso, cori
- Dan Vickrey – chitarra, chitarra a 12 corde, cori

Musicisti addizionali
- Brian Deck – glockenspiel
- Eric Hillman, Brian Holl, John Paul Roney – cori
- Chris Watson – tromba

## Classifiche
| Classifica (2014) | Posizione massima |
| ----------------- | ----------------- |
| Australia         | 27                |
| Belgio (Fiandre)  | 27                |
| Belgio (Vallonia) | 69                |
| Canada            | 10                |
| Germania          | 56                |
| Italia            | 22                |
| Paesi Bassi       | 12                |
| Regno Unito       | 15                |
| Stati Uniti       | 6                 |
| Svizzera          | 36                |